# Roodnekleeuwerik
De roodnekleeuwerik (Corypha africana, synoniem Mirafra africana) is een zangvogel uit de familie Alaudidae (leeuweriken). Eerder werden de hooglandleeuwerik (C. kurrae), de schildwachtleeuwerik (C. athi), de vlakteleeuwerik (C. kabalii) en de hoogvlakteleeuwerik (C. nigrescens) beschouwd als ondersoorten van deze vogel.

## Kenmerken
Het verenkleed van deze gedrongen vogel is bruingestreept met roodbruine vleugels. Hij heeft een korte staart. De lichaamslengte bedraagt 15 tot 18 cm.

## Leefwijze
Zijn voedsel bestaat uit insecten en andere ongewervelden, maar ook zaden staan op het menu.

## Verspreiding
Deze soort komt voor in open struwelen en graslanden in zuidelijk Afrika en telt elf ondersoorten:
- C. a. tropicalis: van oostelijk Oeganda en westelijk Kenia tot noordwestelijk Tanzania.
- C. a. ruwenzoria: van oostelijk Congo-Kinshasa tot zuidwestelijk Oeganda.
- C. a. chapini: zuidoostelijk Congo-Kinshasa en noordwestelijk Zambia.
- C. a. occidentalis: westelijk Angola.
- C. a. gomesi: oostelijk Angola en westelijk Zambia.
- C. a. grisescens: westelijk Zambia, noordelijk Botswana en noordwestelijk Zimbabwe.
- C. a. pallida: zuidwestelijk Angola en noordwestelijk Namibië.
- C. a. ghansiensis: oostelijk Namibië en westelijk Botswana.
- C. a. isolata: zuidoostelijk Malawi.
- C. a. transvaalensis: van Tanzania tot noordelijk Zuid-Afrika.
- C. a. africana: zuidoostelijk Zuid-Afrika.

## Status
De grootte van de populatie is niet gekwantificeerd maar de soort wordt omschreven als algemeen. Op de Rode lijst van de IUCN heeft deze soort de status niet bedreigd.